# Francesco Fossi
Francesco Fossi (Florencia, 15 de abril de 1988) es un deportista italiano que compitió en remo.
Ganó dos medallas en el Campeonato Mundial de Remo, en los años 2013 y 2014, y dos medallas en el Campeonato Europeo de Remo, en los años 2011 y 2013.
Participó en dos Juegos Olímpicos de Verano, en los años 2012 y 2016, ocupando el cuarto lugar en Río de Janeiro 2016, en la prueba de doble scull.

## Palmarés internacional
| Campeonato Mundial | Campeonato Mundial       | Campeonato Mundial | Campeonato Mundial |
| Año                | Lugar                    | Medalla            | Prueba             |
| ------------------ | ------------------------ | ------------------ | ------------------ |
| 2013               | Chungju (Corea del Sur)  | Medalla de bronce  | Doble scull        |
| 2014               | Ámsterdam (Países Bajos) | Medalla de plata   | Doble scull        |
| Campeonato Europeo |                          |                    |                    |
| Año                | Lugar                    | Medalla            | Prueba             |
| 2011               | Plovdiv (Bulgaria)       | Medalla de bronce  | Cuatro sin timonel |
| 2013               | Sevilla (España)         | Medalla de oro     | Doble scull        |